# Патрик Нев
Патрик Нев (на френски: Patrick Nève) е белгийски пилот от Формула 1. Роден на 13 октомври 1949 г. в Лиеж, Белгия.

## Формула 1
Патрик Нев прави своя дебют във Формула 1 в Голямата награда на Белгия през 1976 г. В световния шампионат записва 14 състезания като не успява да спечели точки, състезава се за три различни отбора.